# Франсиско Хавијер
Франсиско Хавијер (шп. Francisco Xavier; 7. април 1506 — 2. децембар 1552) је био шпански римокатолички мисионар и саоснивач језуитског реда. Римокатоличка црква сматра да је после светог Петра он покрстио највише људи. Проглашен је свецем.
Рођен у Хавијеру (Xavier на старошпанском и наваро-арагонском, или Xabier, баскијска реч која значи „нова кућа“), у Краљевини Навари (у данашњој Шпанији), био је пратилац Игњатија Лојоле и једног од првих седам језуита који су се заветовали на сиромаштво и чедност на Монмартру у Паризу 1534. године. Водио је опсежну мисију у Азији, углавном у Португалском царству на истоку, и био је утицајан у раду евангелизације, посебно у Индији раног модерног доба. Он је био интензивно укључен у мисионарске активности у португалској Индији. Године 1546, Франсиско Хавијер је у писму упућеном португалском краљу Жоао III предложио оснивање Гоанске инквизиције. Док неки извори тврде да је он заправо тражио специјалног свештеника чија би једина функција била да промовише хришћанство у Гои, други се не слажу са овом тврдњом.
Папа Павле V прогласио га је блаженим 25. октобра 1619, а канонизовао га је папа Гргур XV 12. марта 1622. Године 1624, постао је копокровитељ Наваре. Познат као „aпостол Индије“, „aпостол Далеког истока“, „aпостол Кине“ и „aпостол Јапана“, сматра се једним од највећих мисионара од апостола Павла. Папа Пије XI је 1927. објавио декрет „Апостоли у мисијама“ којим је Франциско Хавијер, заједно са Терезом од Лизијеа, именовао копокровитељем свих иностраних мисија.

## Детињство и младост
Рођен је у породичном замку Хавијер близу Сангесе и Памплоне у краљевини Навара. Био је најмлађи син саветника краља Наваре. Када је Фернандо II од Арагона освојио краљевину 1512. уништене су многе тврђаве, укључујући и Хавијер, а земља је конфискована. Франсисков отац је умро 1515.
Када је имао 19 година отишао је да студира на универзитету у Паризу, где је дипломирао 1530. Ту је на факултету делио собу са Игнасијом де Лојолом. На Лојолину инцијативу осморица студената оснивају 15. августа 1534. у цркви на Монмартру верско удружење, које ће постати Дружба Исусова или језуити. Циљ им је био мисионарски рад или где год их папа упути. Језуитски ред је службено основан папином одлуком 1540.

## Мисионарски рад
Краљ Жоао III од Португалије је тражио језуитске мисионаре за рад у португалској источној Индији. Због тога је позвао Франсиска Хавијера. Кренуо је 7. априла 1541. заједно са још два језуита и са новим вицекраљем Мартимом де Сусом. Од августа 1541. до марта 1542. били су на Мозамбику, а одатле су 6. маја 1542. дошли до Гое, главног града португалских индијских колонија. Хавијер је био апостолски нунције и три године је деловао из Гое.
Своју прву мисионарску активност имао је међу рониоцима бисера Паравасима на источној обали јужне Индије. После тога оријентисао се на покрштавање краља Траванкора. Посетио је и Шри Ланку. Незадовољан резултатима своје мисионарске активности, године 1545. је запловио ка истоку. Планирао је да се бави мисионарском активношћу на острву Сулавеси. Стигао је у октобру у Малаку 1545. и узалуд је чекао три месеца брод за Сулавеси. Одустао је и 1. јануара 1546. отпловио за острво Амбон, где је остао до средине јуна. Посетио је и остала Молучка острва, укључујући Тернат и Мор. Кратко након Ускрса вратио се на Амбон, па на Малаку. Био је разочаран вођством у Гои, па је писао краљу Жоау III и тражио да се успостави инквизиција у Гои. Инквизиција је почела са радом тек осам година након његове смрти.
Иницирао је промену у источној Индонезији. Радио је од 1546—1547. на Молучким острвима и поставио темеље сталне мисије. Када је он напустио Молучка острва, други су наставили са његовим радом. До 1560-их било је 10.000 католика у том подручју, највише на Амбону. До 1590-их било их је 50.000 до 60.000.
У децембру 1547. срео је јапанског племића Анџира из Кагошиме. Анџиро је чуо за Хавијера, па је путовао из Јапана да га сретне. Анџиро је био оптужен за убиство у Јапану, па је побегао. Франсиску Хавијеру Анџиро је отворио срце и причао му је о свом бившем животу и обичајима и култури Јапана. Анџиро је био самурај и због тога је био погодан преводилац и вешт посредник за Хавијерову мисију у Јапану. Хавијер се интересовао за могућност мисије у Јапану. Најпре је крстио Анџира, који је постао Пауло де Санта Фе. Анџиро му је помогао да преведе неколико параграфа хришћанског учења на фонетски јапански, што је Хавијер онда научио напамет.
Вратио се 1548. у Индију. Око 15 месеци је био заузет разним путовањима и администрацијом. Није био задовољан нехришћанским животом и понашањем дела Португалаца. Напустио је Гоу 15. априла 1549. Зауставио се у Малаки и посетио Кантон. Пратио га је Анџиро, два друга Јапанца, Козме де Торес и Хуан Фернандез. Са собом је понио и поклоне за цара Јапана, јер је намеравао да се представи као апостолски нунције.
Стигао је 27. јула 1549. до Јапана, али тек се 15. августа искрцао код Кагошиме на острву Кјушу. Срдачно је дочекан и боравио је код породице Анџиро до октобра 1550. Затим је боравио у Јамагучију, а кратко пред Божић отишао је у Кјото, али није успео да се сретне са царем. Вратио се у Јамагучи марта 1551. и даимјо провинције му је дозволио да проповеда. Пошто није течно говорио јапански ограничио се на гласно читање превода катехизма. Монаси шингон будизма су га лепо дочекали јер је за бога користио једну будистичку реч. Касније је променио име за бога на јапанском. Хавијер је две године радио док није успоставио свога наследника језуиту. Одлучио је да се врати у Индију. Враћајући се задесило га је невреме, па се зауставио на једном острву близу Кантона у Кини. Ту је срео старог пријатеља једног богатог португалског трговца Дијега Переиру. Дијего му је показао писмо једнога Португалца, који је био затворен у Кантону и молио је да португалски амбасадор замоли цара да га пусте. Хавијер се вратио у јануару 1552. у Гоу. Са Переиром је кренуо у априлу 1552. за Кину. Себе је представљао као апостолског нунција, а Переиру као португалског амбасадора. На путу је уочио да је заборавио папире, који доказују да је он апостолски нунције. У Малаки су имали проблема са једним капетаном, који му није признао да је нунције, а ни Переири да је амбасадор и захтевао је да предају поклоне што носе кинеском цару.
Почетком септембра 1552. дошао је до кинеског острва Шангчуана, око 200 km југозападно од данашњег Хонг Конга. Тада га је пратио један студент језуита Алваро Фереира, Кинез Антонио и слуга. Око средине новембра послао је Фереиру са поруком да ће отићи у Кину.

## Смрт
Позлило му је 21. новембра на острву Шангчуан. Умро је 3. децембра 1552. у доби од 46 година. Био је најпре сахрањен на кинеском острву, затим је тело однесено на Малаку, па у Гоу. Данас се његове мошти налазе у Базилици Христова рођења у Гои. Десна Хавијерова подлактица је изложена у главној језуитској цркви у Риму.